# Liste der Mitglieder der Deutschen Akademie der Naturforscher Leopoldina/1819
Die Liste der Mitglieder der Deutschen Akademie der Naturforscher Leopoldina für 1819 enthält alle Personen, die im Jahr 1819 zum Mitglied ernannt wurden. Insgesamt gab es 22 neu gewählte Mitglieder.

## Mitglieder
| Nr.  | Name                                                                           | Beiname          | Geboren       | Aufnahme | Gestorben     | Bild                                                                                   | Datenbank |
| ---- | ------------------------------------------------------------------------------ | ---------------- | ------------- | -------- | ------------- | -------------------------------------------------------------------------------------- | --------- |
| 1128 | Johann Anton Friedrich Wilhelm Robert Freiherr von Neufville                   | Gastonus         | 9. Apr. 1777  | 28. Jan. | 12. Dez. 1819 |                                                                                        | 5823      |
| 1129 | Johann Jacob Noeggerath                                                        | Knorrius I.      | 10. Okt. 1788 | 28. Jan. | 13. Sep. 1877 | Jacob Nöggerath (Stich von Christian Hohe, 1835)                                       | 5850      |
| 1130 | Friedrich Graf von Solms-Laubach                                               | Pericles         | 29. Aug. 1769 | 2. Feb.  | 24. Feb. 1822 |                                                                                        | 2526      |
| 1131 | Paul Ermann                                                                    | Aepinus          | 29. Feb. 1764 | 20. Mrz. | 11. Okt. 1851 | Paul Ermann                                                                            | 3248      |
| 1132 | Ernst Gottfried Fischer                                                        | Snellius         | 17. Juli 1754 | 20. Mrz. | 27. Jan. 1831 | Punktierstich 1822 nach Johann Heusinger                                               | 3280      |
| 1133 | Ernst Friedrich Germar                                                         | Werner II.       | 3. Nov. 1786  | 20. Mrz. | 8. Juli 1853  | Ernst Friedrich Germar                                                                 | 2920      |
| 1134 | Georg Friedrich Kaulfuß                                                        | Magnus           | 8. Apr. 1786  | 20. Mrz. | 9. Dez. 1830  |                                                                                        | 4560      |
| 1135 | Heinrich Moritz Gaede                                                          | Basterus         | 26. März 1796 | 3. Aug.  | 2. Jan. 1834  | Heinrich Moritz Gaede                                                                  | 2868      |
| 1136 | Johann Joseph Ignaz von Hoffmann                                               | Vega             | 17. März 1777 | 3. Aug.  | 30. Jan. 1866 |                                                                                        | 3497      |
| 1137 | Anton Friedrich Josef Karl Mayer                                               | Hallerus I.      | 4. Nov. 1787  | 3. Aug.  | 9. Nov. 1865  |                                                                                        | 5571      |
| 1138 | Christian Ernst Neeff                                                          | Euergetes II.    | 23. Aug. 1782 | 3. Aug.  | 15. Juli 1849 | Porträt von Christian Ernst Neeff, entstanden nach seinem Tod nach unbekannter Vorlage | 5806      |
| 1139 | Theodor Friedrich Ludwig Nees von Esenbeck                                     | Lobelius         | 26. Juli 1787 | 3. Aug.  | 12. Dez. 1837 | Theodor Friedrich Ludwig Nees von Esenbeck                                             | 5810      |
| 1140 | Christian Gottfried Nestler                                                    | Tabernaemontanus | 1. März 1778  | 3. Aug.  | 2. Okt. 1832  |                                                                                        | 5817      |
| 1141 | Ernst Friedrich Rumpf                                                          | Wieglebius       | 7. Nov. 1764  | 3. Aug.  | 27. März 1849 |                                                                                        | 5102      |
| 1142 | Karl August Weinhold                                                           | Paracelsus       | 6. Okt. 1782  | 3. Aug.  | 29. Sep. 1829 |                                                                                        | 7198      |
| 1143 | Karl Adolph Agardh                                                             | Gunnerus         | 25. Jan. 1785 | 18. Okt. | 28. Jan. 1859 | Karl Adolph Agardh                                                                     | 1572      |
| 1144 | Adelbert von Chamisso                                                          | Iason VIII.      | 27. Jan. 1781 | 18. Okt. | 21. Aug. 1838 | Adelbert von Chamisso                                                                  | 2284      |
| 1145 | Karl Dietrich von Münchow                                                      | Copernicus       | 29. Juli 1778 | 18. Okt. | 30. Apr. 1836 | Karl Dietrich von Münchow                                                              | 4377      |
| 1146 | Joseph Franz Maria Anton Hubert Fürst und Altgraf von Salm-Reifferscheidt-Dyck |                  | 4. Sep. 1773  | 18. Okt. | 21. März 1861 | Joseph Franz Maria Anton Hubert Fürst und Altgraf von Salm-Reifferscheidt-Dyck         | 6337      |
| 1147 | Maximilian Alexander Philipp, Prinz zu Wied-Neuwied                            | Hernandez        | 23. Sep. 1782 | 18. Okt. | 3. Feb. 1867  | Maximilian Alexander Philipp, Prinz zu Wied-Neuwied                                    | 7271      |
| 1148 | Franz Peter Cassel                                                             | Laurenberg       | 3. Nov. 1784  | 26. Okt. | 8. Juni 1821  |                                                                                        | 3143      |
| 1149 | Franz von Paula Gruithuisen                                                    | Gleichen         | 19. März 1774 | 11. Nov. | 21. Juni 1852 | Franz von Paula Gruithuisen                                                            | 3048      |

## Hinweis zu den Lebensdaten
In der Liste sind zunächst die Lebensdaten gemäß Archiv der Leopoldina aufgenommen. Diese beziehen sich auf die Angaben gem. Neigebaur (1860) und Ule (1889). Die Lebensdaten im Namensartikel können daher von den Lebensdaten in der Liste abweichen.